# Takudži Jonemoto
Takudži Jonemoto (* 3. prosinec 1990) je japonský fotbalista.

## Klubová kariéra
Hrával za FC Tokyo.

## Reprezentační kariéra
Takudži Jonemoto odehrál za japonský národní tým v roce 2010 celkem 1 reprezentační utkání.

## Statistiky
| Japonsko | Japonsko | Japonsko |
| Roky     | Záp.     | Góly     |
| -------- | -------- | -------- |
| 2010     | 1        | 0        |
| Celkem   | 1        | 0        |